# Adramelch
Adramelch is een Italiaanse progressivemetalband opgericht in 1987. De band bracht slechts één album uit. De band heeft echter aangekondigd in 2005 een nieuw album uit te zullen brengen, Broken History.

## Artiesten
- Vittorio Ballerio - vocalist
- Gianluca Corona - gitarist
- Fabio Troiani - gitarist
- Maurizio Lietti - bassist
- Luca Sigrido Percich - drummer

## Vroegere leden
- Sandro Fremiot - gitarist
- Franco Avalli - bassist
- Luca Moretti - drummer

## Discografie
- 1988 - Irae Melanox (Metal Master)